# Stefan Kupfernagel
Stefan Kupfernagel (* 16. Juli 1977 in Grevesmühlen) ist ein ehemaliger deutscher Radrennfahrer, der Rennen auf der Straße, auf dem Mountainbike sowie Querfeldeinrennen bestritt.

## Sportliche Laufbahn
1998 wurde Stefan Kupfernagel deutscher U23-Meister im Querfeldeinrennen. Anschließend war er von 2000 bis 2005 als Radsportler in der Elite und in verschiedenen Disziplinen aktiv. 2002 gewann er die Punktewertung und eine Etappe der Regio-Tour.
2004 wurde er Zweiter der Niedersachsen-Rundfahrt, Dritter des Grand Prix Herning sowie Vierter des Sparkassen Giro Bochum. Nach einem schweren Trainingsunfall im August 2005 musste er seine Radsportlaufbahn beenden.

## Privates
Stefan Kupfernagel ist der jüngere Bruder der mehrfachen Querfeldein-Weltmeisterin Hanka Kupfernagel.

## Erfolge
1998
- Deutscher U23-Meister – Querfeldeinrennen

## Teams
- 2000–2001 Team Cologne
- 2002–2003 Phonak Hearing Systems
- 2004–2005 Team Lamonta